# Rio Badajós
Rio Badajós är en flod i Brasilien. belägen i delstaten Amazonas, i den nordvästra delen av landet, 2 200 km nordväst om huvudstaden Brasília.
I omgivningen runt Rio Badajós växer i huvudsak städsegrön lövskog och den är nära nog obefolkad, med mindre än två invånare per kvadratkilometer.